# Bugyi Balázs
Bugyi Balázs (Kolozsvár, 1911. május 21. – Budapest, 1982. november 18.) főorvos, az orvostudományok kandidátusa (1962), radiológus és belgyógyász szakorvos és orvostörténész.

## Családja, iskolái
Anyai ágon az erdélyi örmény Temesvári család (eredetileg: Thorosz) leszármazottja.   Édesanyja Temesváry Anna.
Elemi és középiskoláit Kolozsváron, Budapesten és Szegeden végezte. 1929-ben érettségizett a szegedi Klauzál Gábor Gimnáziumban. Egyetemi tanulmányait a szegedi egyetemen végezte el. 1935-ben általános orvosi oklevelet, 1937-ben – vegyészeti tárgykörből – bölcsészdoktori diplomát kapott. 

## Életpályája
1937-ben a Szegedi Tudományegyetem Általános és Szervetlen Vegytani Intézetében lett tanársegéd. 1937-ben Budapestre került; 1937–1938 között a Pázmány Péter Tudományegyetem Szövet- és Fejlődéstani Intézetének gyakornoka volt. 1938–1940 között a Gyógyszerismereti és Gyógyszertani Intézet egyetemi tanársegéde volt. 1940–1942 között a kolozsvári Ferenc József Tudományegyetem Belgyógyászati Klinika tanársegéde volt. 1942–1944 között a második világháborúban a besztercei és a szatmárnémeti honvédkórházakban szolgált. 1942–1945 között Kolozsváron a Röntgen Intézet egyetemi tanársegéde volt. 1945–1947 között a Pázmány Péter Tudományegyetem Sztomatológiai Klinika egyetemi tanársegéde volt. 1945–1948 között a Testnevelési Főiskolán a sportélettan és a sportmozgások megbízott előadó tanára volt. 1947–1952 között a Népjóléti, illetve az Egészségügyi Minisztérium közegészségügyi főelőadója volt. 1952–1956 között a Szolnok Megyei Kórház röntgenfőorvosa volt. 1956–1957 között a Gödöllői Kórház és Rendelőintézetben praktizált. 1957–1958 között a budapesti Állomás utcai Rendelőintézet és a Csepeli Rendelőintézet működött. 1958–1975 között a Ganz–MÁVAG üzemi rendelőintézete röntgen- és belgyógyász főorvos volt. 1975-ben nyugdíjba vonult.

### Munkássága
Foglalkozott sugárbiológiával és kémiával, belgyógyászattal, radiológiával, sportorvostannal, paleopatológiával, paleoantropológiával, valamint orvostörténelemmel. Felkutatta a magyar radiológia úttörőinek munkásságát. Idegen nyelvű monográfiáin kívül közel 500, részben idegen nyelvű közleménye jelent meg.

## Családja
Szülei: Bugyi József (1883–1959) és Temesváry Anna (1887–1974) voltak. Testvére: Bugyi György (?-1961) a Los Angeles-i Loma Linda Egyetem professzora volt.
Sírja a Farkasréti temetőben található (25-5-1).

## Művei
- A sexualis hormonok ibolyántúli színképe (Egyetemi doktori értekezés; Szeged, 1937)
- Adatok a seborrhoea aetiológiájához (Böhm Sándorral, Spanyár Pállal) – Magyar kereskedelmi hormonkészítmények elnyelési színképének vizsgálata (Gyógyászat, 1938)
- A testi teljesítőképesség fokozása vegyi anyagokkal (Testnevelés, 1941)
- Az erythema keletkezésének mechanismusa (Magyar Röntgen Közlöny, 1943)
- Hogyan mérjük és értékeljük a tüdő vitalis capacitását? (Ifjúság Orvosa, 1944)
- Sportegészségtan (Budapest, 1947)
- Kéztőcsontosodási röntgenvizsgálatok 6 éves korú iskolásgyermekeken (Fekete Lászlóval, Nemes Györgyivel; Gyermekgyógyászat, 1956)
- Különböző kalcium- és D-vitamin-szinten élő gyermekek kéztőcsontosodásának és fejlődésének megfigyelése (Fekete Lászlóval, Nemes Györgyivel; Népegészségügy, 1957)
- A mandibula közelfelvételes röntgenábrázolásáról (Fogorvosi Szemle, 1959)
- Az első magyar röntgenlaboratórium (Élővilág, 1960)
- A mozgásszerveknek munkával kapcsolatos elváltozásairól és megbetegedéseiről (Kandidátusi értekezés; Budapest, 1961)
- Ismeretlen adatok a magyar röntgenológia történetéből (Magyar Radiológia, 1961)
- Alkati tényezők szerepe a préslégszerszámmal dolgozók kéztőcsont-elváltozásainak létrejöttében (Munkavédelem, 1962)
- Adatok az idősebb iskolások csontfejlődéséhez (Testnevelés- és Sportegészségügyi Szemle, 1962)
- A röntgenológia pozsonyi úttörői (Élővilág, 1964)
- Anthropologie im Röntgenbilde (monográfia; Jéna, 1965)
- A magyarországi röntgenológia hőskora. 1–3. (Radiológiai Közlemények, 1965–1966)
- Occupational Mycotic Diseases of the Lung (monográfia, Id. Kováts Ferenccel; Budapest, 1968)
- A zsírszövet és az izomzat hisztometriája emberen (Benyújtott doktori értekezlet; Budapest, 1970)
- Az izomzat és a zsírszövet mennyiségi vizsgálatának célja, módszerei és értékelése sportolókon (TF Tudományos Közlemények, 1972)
- Adatok a hazai embertan történetéhez (Antropológiai Közlemények, 1977)
- Hungarian Medial Radiology. Past and Present (Budapest, 1977)
- Egy másfél évszázada megjelent magyarnyelvű orvostudori értekezés a mérges gombákról (Mikológiai Közlemények, 1980)
- Stessel Lajos és a magyar orvosi könyvtárügy a reformkorban (Magyar Könyvszemle, 1982)